# Aguaviva (banda)
Aguaviva é um grupo musical espanhol dos anos 70 do século XX. Interpretaram poemas de poetas espanhóis como Blas de Otero, Federico García Lorca e Rafael Alberti, entre outros.

## Elementos da banda
- Manolo Díaz (compositor e produtor)
- José Antonio Muñoz (declamador)
- Juan Carlos Ramírez (voz e guitarra)
- José María Jiménez (voz e guitarra)
- Rosa Sanz (voz)
- Luis Gómez Escobar (voz)
- Julio Seijas (guitarra)

## Discografia
- Cada vez más cerca (1970).
- Poetas andaluces de ahora (1970).
- Apocalipsis (1971).
- 12 who sing the revolution (1971).
- Cosmonauta (1971).
- La casa de san Jamás (1972).
- No hay derecho (1977).
- La invasión de los bárbaros (1979).

## Algumas das suas canções mais conhecidas
- Poetas andaluces de ahora (a partir de um poema de Rafael Alberti)
- Me queda la palabra (a partir de um poema de Blas de Otero)
- Cantaré
- La guerra que vendrá (a partir de um poema de Bertolt Brecht)
- La niña de Hiroshima (a partir de um poema de Nazım Hikmet)
- Pon tu cuerpo a tierra